# Dicranum pseudacutifolium
Dicranum pseudacutifolium là một loài rêu trong họ Dicranaceae. Loài này được Otnyukova mô tả khoa học đầu tiên năm 2007.